# Риебинский край
Рие́бинский край (латыш. Riebiņu novads) — бывшая административно-территориальная единица на юго-востоке Латвии, в историко-культурной области Латгалия. Край состоял из шести волостей, центром края являлось село Риебини.
Край был образован 1 июля 2009 года из части расформированного Прейльского района.
Площадь края составляла 630 км². Граничил с Прейльским, Ливанским, Крустпилсским, Вараклянским, Вилянским, Резекненским и Аглонским краями.
В 2021 году в результате новой административно-территориальной реформы Риебинский край был упразднён, а его волости вошли в состав укрупнённого Прейльского края.

## Население
По оценке на 1 января 2015 года, население края составляло 5180 постоянных жителей; на 1 января 2010 года — 6179 человек.

### Национальный состав
Национальный состав населения края, по итогам переписи населения Латвии 2011 года:
| Национальность        | Численность, чел. (2011) | %        |
| --------------------- | ------------------------ | -------- |
| Латыши                | 3835                     | 69,27 %  |
| в том числе латгальцы | 3497                     | 63,17 %  |
| Русские               | 1473                     | 26,61 %  |
| Поляки                | 95                       | 1,72 %   |
| Белорусы              | 60                       | 1,08 %   |
| Украинцы              | 42                       | 0,76 %   |
| Литовцы               | 16                       | 0,29 %   |
| Другие                | 15                       | 0,27 %   |
| всего                 | 5536                     | 100,00 % |

## Территориальное деление
- Галенская волость (латыш. Galēnu pagasts)
- Риебинская волость (латыш. Riebiņu pagasts)
- Рушонская волость (латыш. Rušonas pagasts)
- Силаянская волость (латыш. Silajāņu pagasts)
- Силюкалнская волость (латыш. Sīļukalna pagasts)
- Стабулниекская волость (латыш. Stabulnieku pagasts)